# Sebastian Larsson
Sebastian Bengt Ulf Larsson (Eskilstuna, 6 giugno 1985) è un ex calciatore svedese, di ruolo centrocampista.

## Carriera

### Club

#### Gli esordi e l'Arsenal
È cresciuto inizialmente nell'IFK Eskilstuna, una squadra della sua città natale. Durante l'estate del 2001, all'età di 16 anni, si è trasferito in Inghilterra all'Arsenal con un contratto di quattro anni. Tre anni dopo, il 27 ottobre 2004, ha fatto il suo debutto ufficiale in prima squadra giocando come terzino sinistro nel match di Coppa di Lega vinto 2-1 sul campo del Manchester City. Le altre due presenze ufficiali di quella stagione sono state anch'esse relative alla Coppa di Lega. Il suo esordio in Premier League risale invece al 1º febbraio 2006, quando Arsène Wenger lo ha mandato in campo al posto di Sol Campbell nell'intervallo di Arsenal-West Ham (2-3). Larsson ha poi giocato titolare le due partite successive, rispettivamente contro il Birmingham City (vittoria esterna per 2-0) e il Bolton (pareggio interno per 1-1).

#### Birmingham City

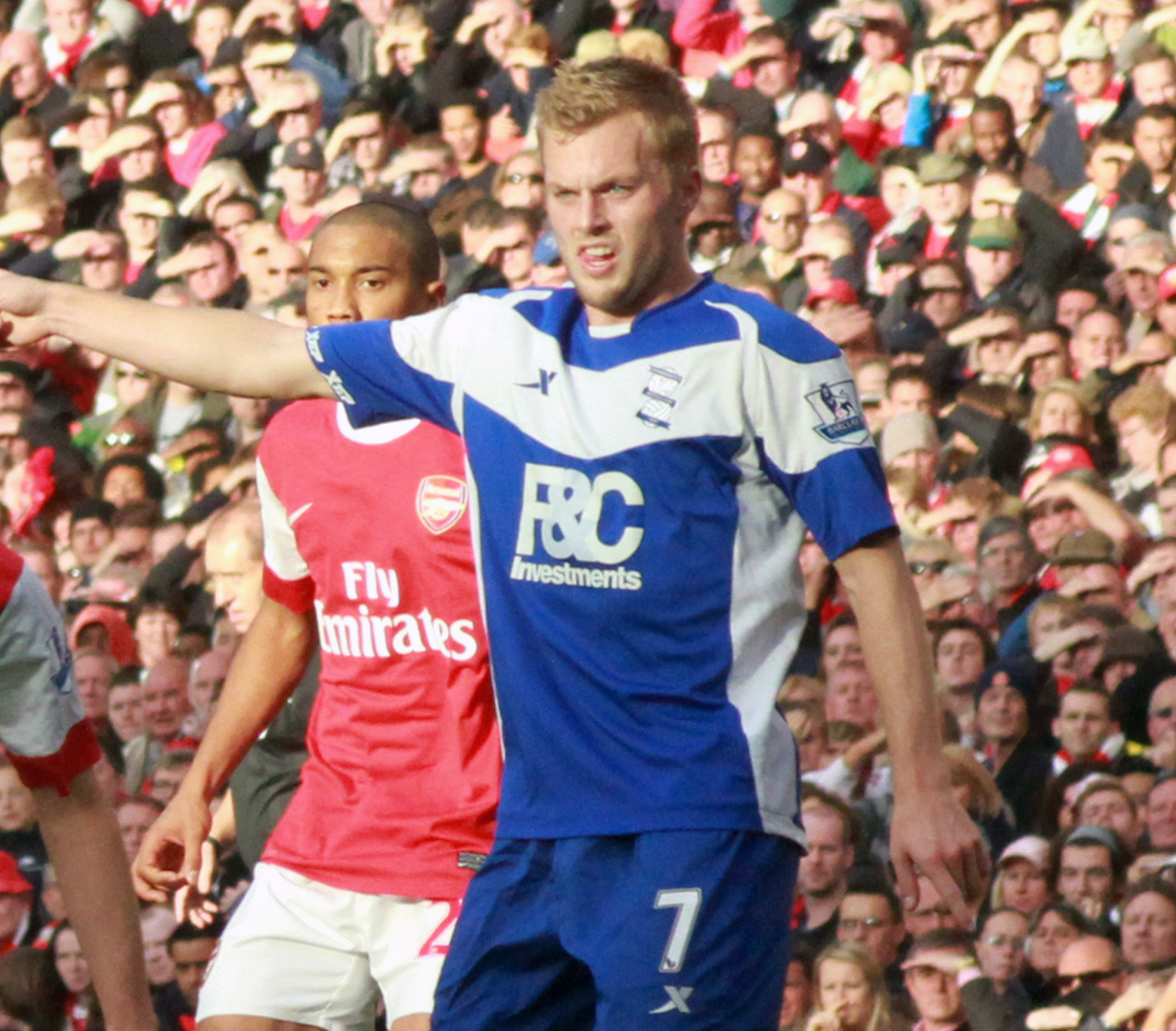
Larsson nel 2010 con la maglia del Birmingham City

Nell'estate del 2006, Larsson si è unito al Birmingham City, squadra di Championship, in prestito con diritto di riscatto, compiendo lo stesso percorso del compagno di squadra Nicklas Bendtner. Nel mese di agosto si è reso protagonista di due reti decisive, entrambe segnate nei minuti finali, che hanno permesso alla sua squadra di battere 2-1 il Crystal Palace in campionato e 1-0 lo Shrewsbury Town in Coppa di Lega. Il 31 gennaio 2007 è stato reso noto che Larsson sarebbe rimasto al Birmingham City a titolo definitivo per la cifra di 1 milione di sterline. La sua rete del 29 aprile 2007 allo Sheffield Wednesday, una discesa solitaria sulla fascia destra con diagonale dall'interno dell'area, è stata votata come gol dell'anno del Birmingham City. Salvo rare eccezioni come terzino sinistro o destro, durante la stagione 2006-2007 – conclusa con la promozione in Premier League – è stato impiegato come esterno destro di centrocampo, ruolo che ha mantenuto anche negli anni a seguire.
Il 2 dicembre 2007 ha realizzato nei minuti di recupero la rete del definitivo 3-2 contro il Tottenham, con un tiro da fuori area che ha regalato ai Blues la prima vittoria esterna stagionale dopo oltre tre mesi. Metà dei suoi 6 gol stagionali li ha trasformati da calcio di punizione, rispettivamente al Tottenham (nell'altra sfida del girone di ritorno), al Portsmouth e al Liverpool, in quest'ultimo caso con un calcio piazzato da 27 metri che è valso il definitivo 2-2.
Sebbene il Birmingham City abbia chiuso la stagione 2007-2008 con la retrocessione in Championship, la squadra è tornata in Premier League già al termine della stagione successiva.
Il 27 febbraio 2011 ha giocato, senza essere sostituito, la finale di Coppa di Lega 2010-2011 vinta a sorpresa 2-1 a Wembley contro l'Arsenal. Al termine della stessa stagione, la formazione del tecnico Alex McLeish è però scesa nuovamente in Championship. Dopo aver collezionato oltre 200 presenze ufficiali tra campionato e coppe, il giocatore svedese non ha trovato un'intesa con il club per il contratto in scadenza.

#### Sunderland

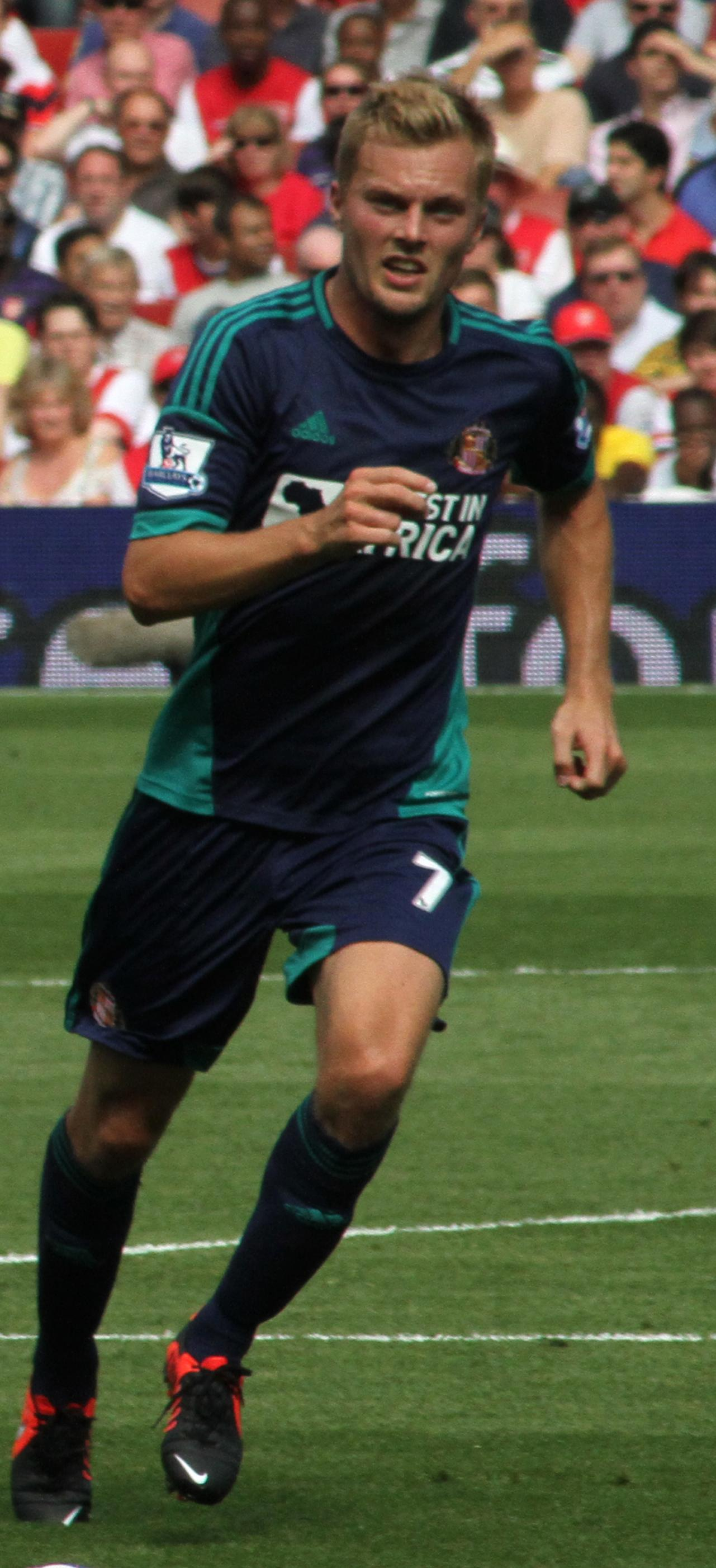
Larsson nel 2012 in azione con il Sunderland

Larsson ha continuato a giocare in Premier League accordandosi a parametro zero nell'estate 2011 con il Sunderland, squadra guidata in panchina dal suo vecchio allenatore Steve Bruce. Al debutto in campionato con la nuova maglia, ha realizzato un tiro al volo che ha permesso al Sunderland di pareggiare 1-1 ad Anfield contro il Liverpool. In occasione del suo terzo gol stagionale, segnato all'Emirates Stadium contro l'Arsenal, Larsson è stato definito da Arsène Wenger come colui che è "forse il miglior tiratore di punizioni del campionato". Ha segnato anche l'11 dicembre nella prima partita del nuovo tecnico Martin O'Neill, in un incontro contro il Blackburn Rovers vinto dai biancorossi per 2-1 grazie a una punizione dello stesso Larsson nei minuti di recupero. Il 31 marzo 2012 ha invece segnato una doppietta al Manchester City di Roberto Mancini nel 3-3 dell'Etihad Stadium.
Il primo e unico gol personale della stagione 2012-2013 lo ha realizzato il 12 gennaio 2013, con un calcio piazzato che ha aperto le marcature contro il West Ham (3-0). La travagliata stagione della squadra si è conclusa con una salvezza ottenuta nelle giornate finali con Paolo Di Canio nelle vesti di allenatore, il quale non ha risparmiato pesanti critiche nei confronti dei suoi stessi giocatori.
Anche in occasione dell'annata 2013-2014 ha segnato solo un gol in campionato, il 3 maggio 2014 contro il Manchester United, ma la rete in questione è servita per ottenere tre punti preziosi in chiave salvezza e per espugnare Old Trafford per la prima volta dal 1968 (0-1 il risultato finale). Nel finale di stagione, infatti, il Sunderland ha vinto 4 delle ultime 5 partite, concretizzando una rimonta che ha portato i Black Cats a passare dall'ultimo posto in solitaria al raggiungimento della salvezza. Al termine del campionato, Larsson ha anche firmato un rinnovo contrattuale fino al 2017.
Al termine della stagione 2014-2015, anch'essa conclusa dal club con una salvezza sofferta, lo svedese è stato nominato giocatore dell'anno dai tifosi.
In quelli che sono stati i suoi ultimi due anni in Premier League al Sunderland è stato frenato dagli infortuni. Nello specifico, ha saltato la parte centrale del campionato 2015-2016 per un problema al ginocchio, mentre nell'agosto del 2016 si è sottoposto a un intervento chirurgico per via di una lesione al legamento del ginocchio, rimanendo fuori causa fino al successivo mese di dicembre.
Al termine della sua ultima stagione nella massima serie inglese, Larsson occupava il quarto posto nella classifica di sempre della Premier League per reti su calcio di punizione: con i suoi 11 centri, avevano segnato più di lui solo David Beckham (18), Thierry Henry e Gianfranco Zola (12).

#### Hull City
Terminata la parentesi di 6 anni con il Sunderland, Larsson è sceso in Championship firmando un contratto di un anno con l'Hull City. Ha giocato 40 partite di campionato realizzando due reti: una contro la sua ex squadra del Birmingham City e l'altra contro il Brentford. La formazione arancio-nera ha chiuso con una salvezza ottenuta con due giornate d'anticipo.

#### AIK

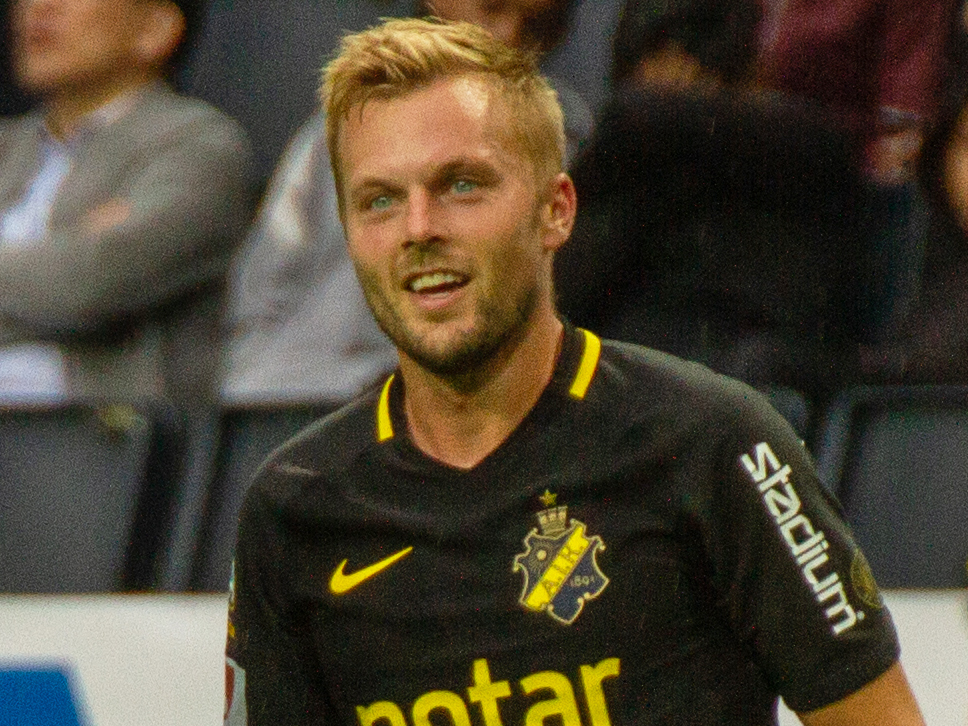
Larsson nel 2018 all'AIK

Alla vigilia della partenza per la Russia – dove pochi giorni dopo sarebbero iniziati i Mondiali 2018 – Larsson è stato presentato come nuovo giocatore dell'AIK, squadra con sede a Solna, area urbana della capitale svedese Stoccolma. Il trasferimento è diventato operativo a tutti gli effetti a partire dal successivo 15 luglio, alla riapertura della finestra estiva del calciomercato locale.
Larsson, che fino a quel momento non aveva mai giocato nel campionato svedese, è tornato così in Svezia dopo le 282 presenze fatte registrare nella Premier League inglese e le oltre 100 in Championship.
A novembre la squadra ha vinto il campionato a nove anni dall'ultimo titolo: Larsson ha contribuito con 15 presenze e due reti, di cui una molto importante realizzata al 96' minuto su calcio di punizione da 25 metri alla quartultima giornata contro il Malmö FF.
A seguito del ritiro del capitano Henok Goitom, Larsson (già vice capitano) ha ereditato la fascia all'inizio della stagione 2022. Trentasettenne, il 13 ottobre 2022 ha annunciato che si sarebbe ritirato al termine dell'Allsvenskan 2022: il successivo 6 novembre, in occasione dell'ultima giornata di campionato in casa contro l'Elfsborg, ha così giocato la sua ultima partita.

### Nazionale
Dopo aver militato nella selezione svedese Under-21, nel febbraio 2008 ha debuttato con la nazionale maggiore in occasione dell'amichevole giocata a Istanbul contro la Turchia. Nello stesso anno Larsson è stato convocato per disputare gli Europei che si tennero in Austria e Svizzera.
La prima rete in nazionale è arrivata il 29 marzo 2011 in Svezia-Moldavia. Pochi mesi più tardi, l'11 ottobre, nell'ultima gara delle qualificazioni agli Europei 2012, ha trasformato il rigore del momentaneo 2-2 contro i Paesi Bassi: il 3-2 finale permise poi agli svedesi di approdare alla competizione.

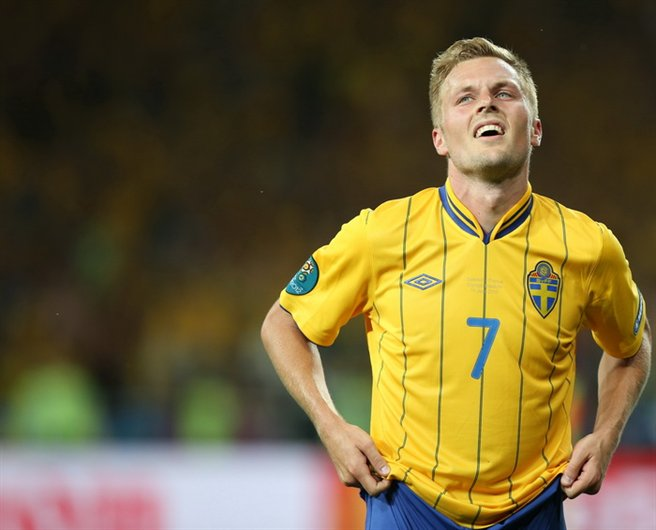
Larsson a Euro 2012 nella gara contro la Francia.

Nel 2012 è stato inserito dal CT Erik Hamrén nella lista dei 23 che hanno partecipato a Euro 2012 in Polonia e Ucraina. Nella terza giornata del girone eliminatorio è andato in gol nella vittoria per 2-0 ai danni della Francia, ma nonostante la vittoria gli svedesi, arrivando terzi nel girone, sono stati eliminati.
È stato poi convocato per gli Europei 2016, partendo titolare anche in questo caso in tutti e tre gli incontri disputati dalla selezione gialloblu.
La qualificazione svedese ottenuta al turno di spareggio ai danni dell'Italia del CT Gian Piero Ventura gli ha consentito di prendere parte ai Mondiali di Russia 2018.
Il 9 giugno 2018, in occasione dell'amichevole pre-Mondiale contro il Perù, ha collezionato la sua presenza numero 100 con la maglia della nazionale svedese, undicesimo giocatore a raggiungere questo traguardo. Per l'occasione è stato premiato pubblicamente prima della partita.
Durante gli Europei 2020, disputati in realtà nel 2021 a causa della pandemia di COVID-19, Larsson ha giocato titolare e con la fascia da capitano in tutte e quattro le partite giocate dalla selezione gialloblu nell'arco della competizione. Queste gare gli hanno permesso di diventare il terzo calciatore svedese di sempre con più presenze in nazionale, superando Kim Källström fermo a 131 partite disputate e agganciando successivamente Andreas Isaksson a quota 133. Al termine della manifestazione ha annunciato il ritiro dalla nazionale.

## Statistiche

### Presenze e reti nei club
Statistiche aggiornate al 27 dicembre 2024.
| Stagione               | Squadra                | Campionato             | Campionato | Campionato | Coppe nazionali | Coppe nazionali | Coppe nazionali | Coppe continentali | Coppe continentali | Coppe continentali | Altre coppe | Altre coppe | Altre coppe | Totale | Totale |
| Stagione               | Squadra                | Comp                   | Pres       | Reti       | Comp            | Pres            | Reti            | Comp               | Pres               | Reti               | Comp        | Pres        | Reti        | Pres   | Reti   |
| ---------------------- | ---------------------- | ---------------------- | ---------- | ---------- | --------------- | --------------- | --------------- | ------------------ | ------------------ | ------------------ | ----------- | ----------- | ----------- | ------ | ------ |
| 2004-2005              | Arsenal                | PL                     | 0          | 0          | FACup+CdL       | 0+3             | 0               | UCL                | 0                  | 0                  | CS          | 0           | 0           | 3      | 0      |
| 2005-2006              | Arsenal                | PL                     | 3          | 0          | FACup+CdL       | 1+4             | 0               | UCL                | 1                  | 0                  | CS          | 0           | 0           | 9      | 0      |
| Totale Arsenal         | Totale Arsenal         | Totale Arsenal         | 3          | 0          |                 | 8               | 0               |                    | 1                  | 0                  |             | 0           | 0           | 12     | 0      |
| 2006-2007              | Birmingham City        | FLC                    | 43         | 4          | FACup+CdL       | 3+4             | 3+2             | -                  | -                  | -                  | -           | -           | -           | 50     | 9      |
| 2007-2008              | Birmingham City        | PL                     | 35         | 6          | FACup+CdL       | 1+1             | 0               | -                  | -                  | -                  | -           | -           | -           | 37     | 6      |
| 2008-2009              | Birmingham City        | FLC                    | 38         | 1          | FACup+CdL       | 0+1             | 0               | -                  | -                  | -                  | -           | -           | -           | 39     | 1      |
| 2009-2010              | Birmingham City        | PL                     | 33         | 4          | FACup+CdL       | 4+1             | 0               | -                  | -                  | -                  | -           | -           | -           | 38     | 4      |
| 2010-2011              | Birmingham City        | PL                     | 35         | 4          | FACup+CdL       | 1+5             | 0+1             | -                  | -                  | -                  | -           | -           | -           | 41     | 5      |
| Totale Birmingham City | Totale Birmingham City | Totale Birmingham City | 184        | 19         |                 | 21              | 6               |                    | -                  | -                  |             | -           | -           | 205    | 25     |
| 2011-2012              | Sunderland             | PL                     | 32         | 7          | FACup+CdL       | 6+1             | 1+0             | -                  | -                  | -                  | -           | -           | -           | 39     | 8      |
| 2012-2013              | Sunderland             | PL                     | 38         | 1          | FACup+CdL       | 2+1             | 0               | -                  | -                  | -                  | -           | -           | -           | 41     | 1      |
| 2013-2014              | Sunderland             | PL                     | 31         | 1          | FACup+CdL       | 4+6             | 0+1             | -                  | -                  | -                  | -           | -           | -           | 41     | 2      |
| 2014-2015              | Sunderland             | PL                     | 36         | 3          | FACup+CdL       | 3+1             | 0               | -                  | -                  | -                  | -           | -           | -           | 40     | 3      |
| 2015-2016              | Sunderland             | PL                     | 18         | 0          | FACup+CdL       | 0+1             | 0               | -                  | -                  | -                  | -           | -           | -           | 19     | 0      |
| 2016-2017              | Sunderland             | PL                     | 21         | 0          | FACup+CdL       | 2+0             | 0               | -                  | -                  | -                  | -           | -           | -           | 23     | 0      |
| Totale Sunderland      | Totale Sunderland      | Totale Sunderland      | 176        | 12         |                 | 27              | 2               |                    | -                  | -                  |             | -           | -           | 203    | 14     |
| 2017-2018              | Hull City              | FLC                    | 40         | 2          | FACup+CdL       | 0               | 0               | -                  | -                  | -                  | -           | -           | -           | 40     | 2      |
| 2018                   | AIK                    | A                      | 15         | 2          | SC              | 6               | 1               | UEL                | 2                  | 0                  | -           | -           | -           | 23     | 3      |
| 2019                   | AIK                    | A                      | 28         | 6          | SC              | 5               | 1               | UCL+UEL            | 4+4                | 2+1                | -           | -           | -           | 41     | 10     |
| 2020                   | AIK                    | A                      | 28         | 5          | SC              | 4               | 3               | -                  | -                  | -                  | -           | -           | -           | 32     | 8      |
| 2021                   | AIK                    | A                      | 25         | 3          | SC              | 4               | 1               | -                  | -                  | -                  | -           | -           | -           | 29     | 4      |
| 2022                   | AIK                    | A                      | 27         | 5          | SC              | 1               | 1               | UECL               | 6                  | 1                  | -           | -           | -           | 34     | 7      |
| Totale AIK             | Totale AIK             | Totale AIK             | 123        | 21         |                 | 20              | 7               |                    | 16                 | 4                  |             | -           | -           | 159    | 32     |
| Totale carriera        | Totale carriera        | Totale carriera        | 526        | 54         |                 | 76              | 15              |                    | 17                 | 4                  |             | -           | -           | 619    | 73     |

### Cronologia presenze e reti in nazionale
| Cronologia completa delle presenze e delle reti in nazionale ― Svezia | Cronologia completa delle presenze e delle reti in nazionale ― Svezia | Cronologia completa delle presenze e delle reti in nazionale ― Svezia | Cronologia completa delle presenze e delle reti in nazionale ― Svezia | Cronologia completa delle presenze e delle reti in nazionale ― Svezia | Cronologia completa delle presenze e delle reti in nazionale ― Svezia | Cronologia completa delle presenze e delle reti in nazionale ― Svezia | Cronologia completa delle presenze e delle reti in nazionale ― Svezia |
| Data                                                                  | Città                                                                 | In casa                                                               | Risultato                                                             | Ospiti                                                                | Competizione                                                          | Reti                                                                  | Note                                                                  |
| --------------------------------------------------------------------- | --------------------------------------------------------------------- | --------------------------------------------------------------------- | --------------------------------------------------------------------- | --------------------------------------------------------------------- | --------------------------------------------------------------------- | --------------------------------------------------------------------- | --------------------------------------------------------------------- |
| 6-2-2008                                                              | Istanbul                                                              | Turchia                                                               | 0 – 0                                                                 | Svezia                                                                | Amichevole                                                            | -                                                                     |                                                                       |
| 26-3-2008                                                             | Londra                                                                | Svezia                                                                | 0 – 1                                                                 | Brasile                                                               | Amichevole                                                            | -                                                                     | 80’                                                                   |
| 26-5-2008                                                             | Göteborg                                                              | Svezia                                                                | 1 – 0                                                                 | Slovenia                                                              | Amichevole                                                            | -                                                                     | 78’                                                                   |
| 1-6-2008                                                              | Stoccolma                                                             | Svezia                                                                | 0 – 1                                                                 | Ucraina                                                               | Amichevole                                                            | -                                                                     | 46’                                                                   |
| 14-6-2008                                                             | Innsbruck                                                             | Svezia                                                                | 1 – 2                                                                 | Spagna                                                                | Euro 2008 - 1º turno                                                  | -                                                                     | 79’                                                                   |
| 6-9-2008                                                              | Tirana                                                                | Albania                                                               | 0 – 0                                                                 | Svezia                                                                | Qual. Mondiali 2010                                                   | -                                                                     | 6’                                                                    |
| 10-9-2008                                                             | Solna                                                                 | Svezia                                                                | 2 – 1                                                                 | Ungheria                                                              | Qual. Mondiali 2010                                                   | -                                                                     |                                                                       |
| 11-10-2008                                                            | Solna                                                                 | Svezia                                                                | 0 – 0                                                                 | Portogallo                                                            | Qual. Mondiali 2010                                                   | -                                                                     |                                                                       |
| 19-11-2008                                                            | Amsterdam                                                             | Paesi Bassi                                                           | 3 – 1                                                                 | Svezia                                                                | Amichevole                                                            | -                                                                     | 46’                                                                   |
| 11-2-2009                                                             | Graz                                                                  | Austria                                                               | 0 – 2                                                                 | Svezia                                                                | Amichevole                                                            | -                                                                     | 76’                                                                   |
| 28-3-2009                                                             | Porto                                                                 | Portogallo                                                            | 0 – 0                                                                 | Svezia                                                                | Qual. Mondiali 2010                                                   | -                                                                     | 81’                                                                   |
| 1-4-2009                                                              | Belgrado                                                              | Serbia                                                                | 2 – 0                                                                 | Svezia                                                                | Amichevole                                                            | -                                                                     |                                                                       |
| 6-6-2009                                                              | Solna                                                                 | Svezia                                                                | 0 – 1                                                                 | Danimarca                                                             | Qual. Mondiali 2010                                                   | -                                                                     | 80’                                                                   |
| 10-6-2009                                                             | Göteborg                                                              | Svezia                                                                | 4 – 0                                                                 | Malta                                                                 | Qual. Mondiali 2010                                                   | -                                                                     | 77’                                                                   |
| 12-8-2009                                                             | Stoccolma                                                             | Svezia                                                                | 1 – 0                                                                 | Finlandia                                                             | Amichevole                                                            | -                                                                     | 46’                                                                   |
| 9-9-2009                                                              | Ta' Qali                                                              | Malta                                                                 | 0 – 1                                                                 | Svezia                                                                | Qual. Mondiali 2010                                                   | -                                                                     | 83’                                                                   |
| 10-10-2009                                                            | Copenaghen                                                            | Danimarca                                                             | 1 – 0                                                                 | Svezia                                                                | Qual. Mondiali 2010                                                   | -                                                                     | 63’                                                                   |
| 14-10-2009                                                            | Stoccolma                                                             | Svezia                                                                | 4 – 1                                                                 | Albania                                                               | Qual. Mondiali 2010                                                   | -                                                                     |                                                                       |
| 18-11-2009                                                            | Cesena                                                                | Italia                                                                | 1 – 0                                                                 | Svezia                                                                | Amichevole                                                            | -                                                                     | 69’                                                                   |
| 3-3-2010                                                              | Swansea                                                               | Galles                                                                | 0 – 1                                                                 | Svezia                                                                | Amichevole                                                            | -                                                                     |                                                                       |
| 29-5-2010                                                             | Stoccolma                                                             | Svezia                                                                | 4 – 2                                                                 | Bosnia ed Erzegovina                                                  | Amichevole                                                            | -                                                                     |                                                                       |
| 2-6-2010                                                              | Minsk                                                                 | Bielorussia                                                           | 0 – 1                                                                 | Svezia                                                                | Amichevole                                                            | -                                                                     |                                                                       |
| 11-8-2010                                                             | Solna                                                                 | Svezia                                                                | 3 – 0                                                                 | Scozia                                                                | Amichevole                                                            | -                                                                     | 46’                                                                   |
| 3-9-2010                                                              | Solna                                                                 | Svezia                                                                | 2 – 0                                                                 | Ungheria                                                              | Qual. Euro 2012                                                       | -                                                                     | 49’                                                                   |
| 7-9-2010                                                              | Malmö                                                                 | Svezia                                                                | 6 – 0                                                                 | San Marino                                                            | Qual. Euro 2012                                                       | -                                                                     |                                                                       |
| 12-10-2010                                                            | Amsterdam                                                             | Paesi Bassi                                                           | 4 – 1                                                                 | Svezia                                                                | Qual. Euro 2012                                                       | -                                                                     | 49’                                                                   |
| 17-11-2010                                                            | Göteborg                                                              | Svezia                                                                | 0 – 0                                                                 | Germania                                                              | Amichevole                                                            | -                                                                     |                                                                       |
| 9-2-2011                                                              | Nicosia                                                               | Svezia                                                                | 1 – 1 dts (5 – 6 dtr)                                                 | Ucraina                                                               | Amichevole                                                            | -                                                                     |                                                                       |
| 29-3-2011                                                             | Solna                                                                 | Svezia                                                                | 2 – 1                                                                 | Moldavia                                                              | Qual. Euro 2012                                                       | 1                                                                     |                                                                       |
| 3-6-2011                                                              | Chișinău                                                              | Moldavia                                                              | 1 – 4                                                                 | Svezia                                                                | Qual. Euro 2012                                                       | -                                                                     |                                                                       |
| 7-6-2011                                                              | Solna                                                                 | Svezia                                                                | 5 – 0                                                                 | Finlandia                                                             | Qual. Euro 2012                                                       | -                                                                     | 89’                                                                   |
| 10-8-2011                                                             | Charkiv                                                               | Ucraina                                                               | 0 – 1                                                                 | Svezia                                                                | Amichevole                                                            | -                                                                     | 60’                                                                   |
| 2-9-2011                                                              | Budapest                                                              | Ungheria                                                              | 2 – 1                                                                 | Svezia                                                                | Qual. Euro 2012                                                       | -                                                                     | 68’                                                                   |
| 6-9-2011                                                              | Serravalle                                                            | San Marino                                                            | 0 – 5                                                                 | Svezia                                                                | Qual. Euro 2012                                                       | -                                                                     | 57’                                                                   |
| 7-10-2011                                                             | Helsinki                                                              | Finlandia                                                             | 1 – 2                                                                 | Svezia                                                                | Qual. Euro 2012                                                       | 1                                                                     | 68’                                                                   |
| 11-10-2011                                                            | Stoccolma                                                             | Svezia                                                                | 3 – 2                                                                 | Paesi Bassi                                                           | Qual. Euro 2012                                                       | 1                                                                     |                                                                       |
| 11-11-2011                                                            | Copenaghen                                                            | Danimarca                                                             | 2 – 0                                                                 | Svezia                                                                | Amichevole                                                            | -                                                                     | 90+3’                                                                 |
| 15-11-2011                                                            | Londra                                                                | Inghilterra                                                           | 1 – 0                                                                 | Svezia                                                                | Amichevole                                                            | -                                                                     |                                                                       |
| 29-2-2012                                                             | Zagabria                                                              | Croazia                                                               | 1 – 3                                                                 | Svezia                                                                | Amichevole                                                            | 2                                                                     | 46’                                                                   |
| 30-5-2012                                                             | Göteborg                                                              | Svezia                                                                | 3 – 2                                                                 | Islanda                                                               | Amichevole                                                            | -                                                                     | 46’                                                                   |
| 5-6-2012                                                              | Solna                                                                 | Svezia                                                                | 2 – 1                                                                 | Serbia                                                                | Amichevole                                                            | -                                                                     | 86’                                                                   |
| 11-6-2012                                                             | Kiev                                                                  | Ucraina                                                               | 2 – 1                                                                 | Svezia                                                                | Euro 2012 - 1º turno                                                  | -                                                                     | 68’                                                                   |
| 15-6-2012                                                             | Kiev                                                                  | Svezia                                                                | 2 – 3                                                                 | Inghilterra                                                           | Euro 2012 - 1º turno                                                  | -                                                                     |                                                                       |
| 19-6-2012                                                             | Kiev                                                                  | Svezia                                                                | 2 – 0                                                                 | Francia                                                               | Euro 2012 - 1º turno                                                  | 1                                                                     |                                                                       |
| 15-8-2012                                                             | Solna                                                                 | Svezia                                                                | 0 – 3                                                                 | Brasile                                                               | Amichevole                                                            | -                                                                     | 10’                                                                   |
| 6-9-2012                                                              | Helsingborg                                                           | Svezia                                                                | 1 – 0                                                                 | Cina                                                                  | Amichevole                                                            | -                                                                     |                                                                       |
| 11-9-2012                                                             | Malmö                                                                 | Svezia                                                                | 2 – 0                                                                 | Kazakistan                                                            | Qual. Mondiali 2014                                                   | -                                                                     |                                                                       |
| 12-10-2012                                                            | Tórshavn                                                              | Fær Øer                                                               | 1 – 2                                                                 | Svezia                                                                | Qual. Mondiali 2014                                                   | -                                                                     |                                                                       |
| 16-10-2012                                                            | Berlino                                                               | Germania                                                              | 4 – 4                                                                 | Svezia                                                                | Qual. Mondiali 2014                                                   | -                                                                     | 78’                                                                   |
| 14-11-2012                                                            | Solna                                                                 | Svezia                                                                | 4 – 2                                                                 | Inghilterra                                                           | Amichevole                                                            | -                                                                     | 86’                                                                   |
| 6-2-2013                                                              | Solna                                                                 | Svezia                                                                | 2 – 3                                                                 | Argentina                                                             | Amichevole                                                            | -                                                                     |                                                                       |
| 22-3-2013                                                             | Solna                                                                 | Svezia                                                                | 0 – 0                                                                 | Irlanda                                                               | Qual. Mondiali 2014                                                   | -                                                                     | 87’                                                                   |
| 3-6-2013                                                              | Malmö                                                                 | Svezia                                                                | 1 – 0                                                                 | Macedonia                                                             | Amichevole                                                            | -                                                                     | 75’                                                                   |
| 7-6-2013                                                              | Vienna                                                                | Austria                                                               | 2 – 1                                                                 | Svezia                                                                | Qual. Mondiali 2014                                                   | -                                                                     |                                                                       |
| 11-6-2013                                                             | Solna                                                                 | Svezia                                                                | 2 – 0                                                                 | Fær Øer                                                               | Qual. Mondiali 2014                                                   | -                                                                     | 63’                                                                   |
| 14-8-2013                                                             | Solna                                                                 | Svezia                                                                | 4 – 2                                                                 | Norvegia                                                              | Amichevole                                                            | -                                                                     | 65’                                                                   |
| 6-9-2013                                                              | Dublino                                                               | Irlanda                                                               | 1 – 2                                                                 | Svezia                                                                | Qual. Mondiali 2014                                                   | -                                                                     |                                                                       |
| 10-9-2013                                                             | Astana                                                                | Kazakistan                                                            | 0 – 1                                                                 | Svezia                                                                | Qual. Mondiali 2014                                                   | -                                                                     | 70’                                                                   |
| 11-10-2013                                                            | Solna                                                                 | Svezia                                                                | 2 – 1                                                                 | Austria                                                               | Qual. Mondiali 2014                                                   | -                                                                     |                                                                       |
| 15-10-2013                                                            | Solna                                                                 | Svezia                                                                | 3 – 5                                                                 | Germania                                                              | Qual. Mondiali 2014                                                   | -                                                                     | Cap.                                                                  |
| 15-11-2013                                                            | Lisbona                                                               | Portogallo                                                            | 1 – 0                                                                 | Svezia                                                                | Qual. Mondiali 2014                                                   | -                                                                     | 71’                                                                   |
| 19-11-2013                                                            | Solna                                                                 | Svezia                                                                | 2 – 3                                                                 | Portogallo                                                            | Qual. Mondiali 2014                                                   | -                                                                     | 90’                                                                   |
| 5-3-2014                                                              | Ankara                                                                | Turchia                                                               | 2 – 1                                                                 | Svezia                                                                | Amichevole                                                            | -                                                                     |                                                                       |
| 28-5-2014                                                             | Copenaghen                                                            | Danimarca                                                             | 1 – 0                                                                 | Svezia                                                                | Amichevole                                                            | -                                                                     |                                                                       |
| 1-6-2014                                                              | Solna                                                                 | Svezia                                                                | 0 – 2                                                                 | Belgio                                                                | Amichevole                                                            | -                                                                     |                                                                       |
| 4-9-2014                                                              | Solna                                                                 | Svezia                                                                | 2 – 0                                                                 | Estonia                                                               | Amichevole                                                            | -                                                                     |                                                                       |
| 8-9-2014                                                              | Vienna                                                                | Austria                                                               | 1 – 1                                                                 | Svezia                                                                | Qual. Euro 2016                                                       | -                                                                     | 59’                                                                   |
| 9-10-2014                                                             | Solna                                                                 | Svezia                                                                | 1 – 1                                                                 | Russia                                                                | Qual. Euro 2016                                                       | -                                                                     |                                                                       |
| 15-11-2014                                                            | Podgorica                                                             | Montenegro                                                            | 1 – 1                                                                 | Svezia                                                                | Qual. Euro 2016                                                       | -                                                                     | 63’                                                                   |
| 18-11-2014                                                            | Marsiglia                                                             | Francia                                                               | 1 – 0                                                                 | Svezia                                                                | Amichevole                                                            | -                                                                     |                                                                       |
| 27-3-2015                                                             | Chișinău                                                              | Moldavia                                                              | 0 – 2                                                                 | Svezia                                                                | Qual. Euro 2016                                                       | -                                                                     | 80’                                                                   |
| 31-3-2015                                                             | Solna                                                                 | Svezia                                                                | 3 – 1                                                                 | Iran                                                                  | Amichevole                                                            | -                                                                     | 43’                                                                   |
| 8-6-2015                                                              | Oslo                                                                  | Norvegia                                                              | 0 – 0                                                                 | Svezia                                                                | Amichevole                                                            | -                                                                     | 75’                                                                   |
| 14-6-2015                                                             | Solna                                                                 | Svezia                                                                | 3 – 1                                                                 | Montenegro                                                            | Qual. Euro 2016                                                       | -                                                                     |                                                                       |
| 5-9-2015                                                              | Mosca                                                                 | Russia                                                                | 1 – 0                                                                 | Svezia                                                                | Qual. Euro 2016                                                       | -                                                                     |                                                                       |
| 8-9-2015                                                              | Solna                                                                 | Svezia                                                                | 1 – 4                                                                 | Austria                                                               | Qual. Euro 2016                                                       | -                                                                     |                                                                       |
| 9-10-2015                                                             | Vaduz                                                                 | Liechtenstein                                                         | 0 – 2                                                                 | Svezia                                                                | Qual. Euro 2016                                                       | -                                                                     | 63’                                                                   |
| 12-10-2015                                                            | Solna                                                                 | Svezia                                                                | 2 – 0                                                                 | Moldavia                                                              | Qual. Euro 2016                                                       | -                                                                     |                                                                       |
| 14-11-2015                                                            | Solna                                                                 | Svezia                                                                | 2 – 1                                                                 | Danimarca                                                             | Qual. Euro 2016                                                       | -                                                                     | 68’                                                                   |
| 17-11-2015                                                            | Copenaghen                                                            | Danimarca                                                             | 2 – 2                                                                 | Svezia                                                                | Qual. Euro 2016                                                       | -                                                                     | 70’ 81’                                                               |
| 24-3-2016                                                             | Adalia                                                                | Turchia                                                               | 2 – 1                                                                 | Svezia                                                                | Amichevole                                                            | -                                                                     | 46’                                                                   |
| 29-3-2016                                                             | Solna                                                                 | Svezia                                                                | 1 – 1                                                                 | Rep. Ceca                                                             | Amichevole                                                            | -                                                                     | 46’                                                                   |
| 30-5-2016                                                             | Malmö                                                                 | Svezia                                                                | 0 – 0                                                                 | Slovenia                                                              | Amichevole                                                            | -                                                                     |                                                                       |
| 5-6-2016                                                              | Solna                                                                 | Svezia                                                                | 3 – 0                                                                 | Galles                                                                | Amichevole                                                            | -                                                                     |                                                                       |
| 13-6-2016                                                             | Saint-Denis                                                           | Irlanda                                                               | 1 – 1                                                                 | Svezia                                                                | Euro 2016 - 1º turno                                                  | -                                                                     |                                                                       |
| 17-6-2016                                                             | Tolosa                                                                | Italia                                                                | 1 – 0                                                                 | Svezia                                                                | Euro 2016 - 1º turno                                                  | -                                                                     |                                                                       |
| 22-6-2016                                                             | Nizza                                                                 | Svezia                                                                | 0 – 1                                                                 | Belgio                                                                | Euro 2016 - 1º turno                                                  | -                                                                     | 70’                                                                   |
| 28-3-2017                                                             | Funchal                                                               | Portogallo                                                            | 2 – 3                                                                 | Svezia                                                                | Amichevole                                                            | -                                                                     |                                                                       |
| 9-6-2017                                                              | Solna                                                                 | Svezia                                                                | 2 – 1                                                                 | Francia                                                               | Qual. Mondiali 2018                                                   | -                                                                     | 77’                                                                   |
| 13-6-2017                                                             | Oslo                                                                  | Norvegia                                                              | 1 – 1                                                                 | Svezia                                                                | Amichevole                                                            | -                                                                     | cap.                                                                  |
| 31-8-2017                                                             | Sofia                                                                 | Bulgaria                                                              | 3 – 2                                                                 | Svezia                                                                | Qual. Mondiali 2018                                                   | -                                                                     | 70’                                                                   |
| 3-9-2017                                                              | Borisov                                                               | Bielorussia                                                           | 0 – 4                                                                 | Svezia                                                                | Qual. Mondiali 2018                                                   | -                                                                     |                                                                       |
| 7-10-2017                                                             | Solna                                                                 | Svezia                                                                | 8 – 0                                                                 | Lussemburgo                                                           | Qual. Mondiali 2018                                                   | -                                                                     |                                                                       |
| 10-10-2017                                                            | Amsterdam                                                             | Paesi Bassi                                                           | 2 – 0                                                                 | Svezia                                                                | Qual. Mondiali 2018                                                   | -                                                                     | 81’                                                                   |
| 10-11-2017                                                            | Solna                                                                 | Svezia                                                                | 1 – 0                                                                 | Italia                                                                | Qual. Mondiali 2018                                                   | -                                                                     |                                                                       |
| 13-11-2017                                                            | Milano                                                                | Italia                                                                | 0 – 0                                                                 | Svezia                                                                | Qual. Mondiali 2018                                                   | -                                                                     |                                                                       |
| 24-3-2018                                                             | Solna                                                                 | Svezia                                                                | 1 – 2                                                                 | Cile                                                                  | Amichevole                                                            | -                                                                     | 78’                                                                   |
| 27-3-2018                                                             | Craiova                                                               | Romania                                                               | 1 – 0                                                                 | Svezia                                                                | Amichevole                                                            | -                                                                     | 87’                                                                   |
| 2-6-2018                                                              | Solna                                                                 | Svezia                                                                | 0 – 0                                                                 | Danimarca                                                             | Amichevole                                                            | -                                                                     | 83’                                                                   |
| 9-6-2018                                                              | Göteborg                                                              | Svezia                                                                | 0 – 0                                                                 | Perù                                                                  | Amichevole                                                            | -                                                                     | cap. 90’                                                              |
| 18-6-2018                                                             | Nižnij Novgorod                                                       | Svezia                                                                | 1 – 0                                                                 | Corea del Sud                                                         | Mondiali 2018 - 1º turno                                              | -                                                                     | 81’                                                                   |
| 23-6-2018                                                             | Soči                                                                  | Germania                                                              | 2 – 1                                                                 | Svezia                                                                | Mondiali 2018 - 1º turno                                              | -                                                                     | 90+6’                                                                 |
| 27-6-2018                                                             | Ekaterinburg                                                          | Messico                                                               | 0 – 3                                                                 | Svezia                                                                | Mondiali 2018 - 1º turno                                              | -                                                                     | 26’ 57’                                                               |
| 7-7-2018                                                              | Samara                                                                | Svezia                                                                | 0 – 2                                                                 | Inghilterra                                                           | Mondiali 2018 - Quarti di finale                                      | -                                                                     | 90+4’                                                                 |
| 6-9-2018                                                              | Praga                                                                 | Austria                                                               | 2 – 0                                                                 | Svezia                                                                | Amichevole                                                            | -                                                                     | 78’                                                                   |
| 10-9-2018                                                             | Solna                                                                 | Svezia                                                                | 2 – 3                                                                 | Turchia                                                               | UEFA Nations League 2018-2019 - 1º turno                              | -                                                                     |                                                                       |
| 11-10-2018                                                            | Kaliningrad                                                           | Russia                                                                | 0 – 0                                                                 | Svezia                                                                | UEFA Nations League 2018-2019 - 1º turno                              | -                                                                     |                                                                       |
| 17-11-2018                                                            | Eskişehir                                                             | Turchia                                                               | 0 – 1                                                                 | Svezia                                                                | UEFA Nations League 2018-2019 - 1º turno                              | -                                                                     |                                                                       |
| 20-11-2018                                                            | Solna                                                                 | Svezia                                                                | 2 – 0                                                                 | Russia                                                                | UEFA Nations League 2018-2019 - 1º turno                              | -                                                                     |                                                                       |
| 23-3-2019                                                             | Solna                                                                 | Svezia                                                                | 2 – 1                                                                 | Romania                                                               | Qual. Euro 2020                                                       | -                                                                     | 90+4’                                                                 |
| 26-3-2019                                                             | Oslo                                                                  | Norvegia                                                              | 3 – 3                                                                 | Svezia                                                                | Qual. Euro 2020                                                       | -                                                                     | 62’                                                                   |
| 7-6-2019                                                              | Solna                                                                 | Svezia                                                                | 3 – 0                                                                 | Malta                                                                 | Qual. Euro 2020                                                       | -                                                                     | 77’                                                                   |
| 10-6-2019                                                             | Madrid                                                                | Spagna                                                                | 3 – 0                                                                 | Svezia                                                                | Qual. Euro 2020                                                       | -                                                                     | 82’                                                                   |
| 5-9-2019                                                              | Tórshavn                                                              | Fær Øer                                                               | 0 – 4                                                                 | Svezia                                                                | Qual. Euro 2020                                                       | -                                                                     | 73’                                                                   |
| 8-9-2019                                                              | Solna                                                                 | Svezia                                                                | 1 – 1                                                                 | Norvegia                                                              | Qual. Euro 2020                                                       | -                                                                     | 70’                                                                   |
| 12-10-2019                                                            | Ta' Qali                                                              | Malta                                                                 | 0 – 4                                                                 | Svezia                                                                | Qual. Euro 2020                                                       | 2                                                                     |                                                                       |
| 15-10-2019                                                            | Stoccolma                                                             | Svezia                                                                | 1 – 1                                                                 | Spagna                                                                | Qual. Euro 2020                                                       | -                                                                     | 90+2’                                                                 |
| 15-11-2019                                                            | Bucarest                                                              | Romania                                                               | 0 – 2                                                                 | Svezia                                                                | Qual. Euro 2020                                                       | -                                                                     | 69’                                                                   |
| 5-9-2020                                                              | Solna                                                                 | Svezia                                                                | 0 – 1                                                                 | Francia                                                               | UEFA Nations League 2020-2021 - 1º turno                              | -                                                                     | cap. 70’                                                              |
| 8-10-2020                                                             | Mosca                                                                 | Russia                                                                | 1 – 2                                                                 | Svezia                                                                | Amichevole                                                            | -                                                                     | cap. 46’                                                              |
| 11-10-2020                                                            | Zagabria                                                              | Croazia                                                               | 2 – 1                                                                 | Svezia                                                                | UEFA Nations League 2020-2021 - 1º turno                              | -                                                                     | 83’ 90+5’                                                             |
| 14-10-2020                                                            | Lisbona                                                               | Portogallo                                                            | 3 – 0                                                                 | Svezia                                                                | UEFA Nations League 2020-2021 - 1º turno                              | -                                                                     | 88’                                                                   |
| 11-11-2020                                                            | Brøndby                                                               | Danimarca                                                             | 2 – 0                                                                 | Svezia                                                                | Amichevole                                                            | -                                                                     | 75’                                                                   |
| 14-11-2020                                                            | Solna                                                                 | Svezia                                                                | 2 – 1                                                                 | Croazia                                                               | UEFA Nations League 2020-2021 - 1º turno                              | -                                                                     |                                                                       |
| 17-11-2020                                                            | Saint-Denis                                                           | Francia                                                               | 4 – 2                                                                 | Svezia                                                                | UEFA Nations League 2020-2021 - 1º turno                              | -                                                                     | 87’ 90+2’                                                             |
| 25-3-2021                                                             | Pristina                                                              | Svezia                                                                | 1 – 0                                                                 | Georgia                                                               | Qual. Mondiali 2022                                                   | -                                                                     | cap.                                                                  |
| 28-3-2021                                                             | Pristina                                                              | Kosovo                                                                | 0 – 3                                                                 | Svezia                                                                | Qual. Mondiali 2022                                                   | -                                                                     | cap.                                                                  |
| 29-5-2021                                                             | Solna                                                                 | Svezia                                                                | 2 – 0                                                                 | Finlandia                                                             | Amichevole                                                            | 1                                                                     | cap. 66’                                                              |
| 5-6-2021                                                              | Solna                                                                 | Svezia                                                                | 3 – 1                                                                 | Armenia                                                               | Amichevole                                                            | -                                                                     | cap. 46’                                                              |
| 14-6-2021                                                             | Siviglia                                                              | Spagna                                                                | 0 – 0                                                                 | Svezia                                                                | Euro 2020 - 1º turno                                                  | -                                                                     | cap.                                                                  |
| 18-6-2021                                                             | San Pietroburgo                                                       | Svezia                                                                | 1 – 0                                                                 | Slovacchia                                                            | Euro 2020 - 1º turno                                                  | -                                                                     | cap.                                                                  |
| 23-6-2021                                                             | San Pietroburgo                                                       | Svezia                                                                | 3 – 2                                                                 | Polonia                                                               | Euro 2020 - 1º turno                                                  | -                                                                     | cap.                                                                  |
| 29-6-2021                                                             | Glasgow                                                               | Svezia                                                                | 1 – 2 dts                                                             | Ucraina                                                               | Euro 2020 - Ottavi di finale                                          | -                                                                     | cap. 97’                                                              |
| Totale                                                                |                                                                       | Presenze (3º posto)                                                   | 133                                                                   |                                                                       | Reti                                                                  | 10                                                                    |                                                                       |

## Palmarès

### Club

#### Competizioni nazionali
- Coppa di Lega inglese: 1

Birmingham City: 2010-2011
- Campionato svedese: 1

AIK: 2018